# Plaza de España (Lorca)
La plaza de España es el espacio monumental más emblemático de la ciudad de Lorca (Murcia, España) y uno de los más importantes de la Región de Murcia. A ella se abren monumentos de la talla de la Colegiata de San Patricio, la Casa consistorial, las Salas Capitulares de la Colegial, o la Casa del Corregidor, todos ellos construidos entre los siglos XVI y XVIII. La plaza se completa con viviendas de carácter privado cuya arquitectura contribuye a mantener el carácter de la misma. Por este motivo, está declarada Bien de Interés Cultural.

## Historia

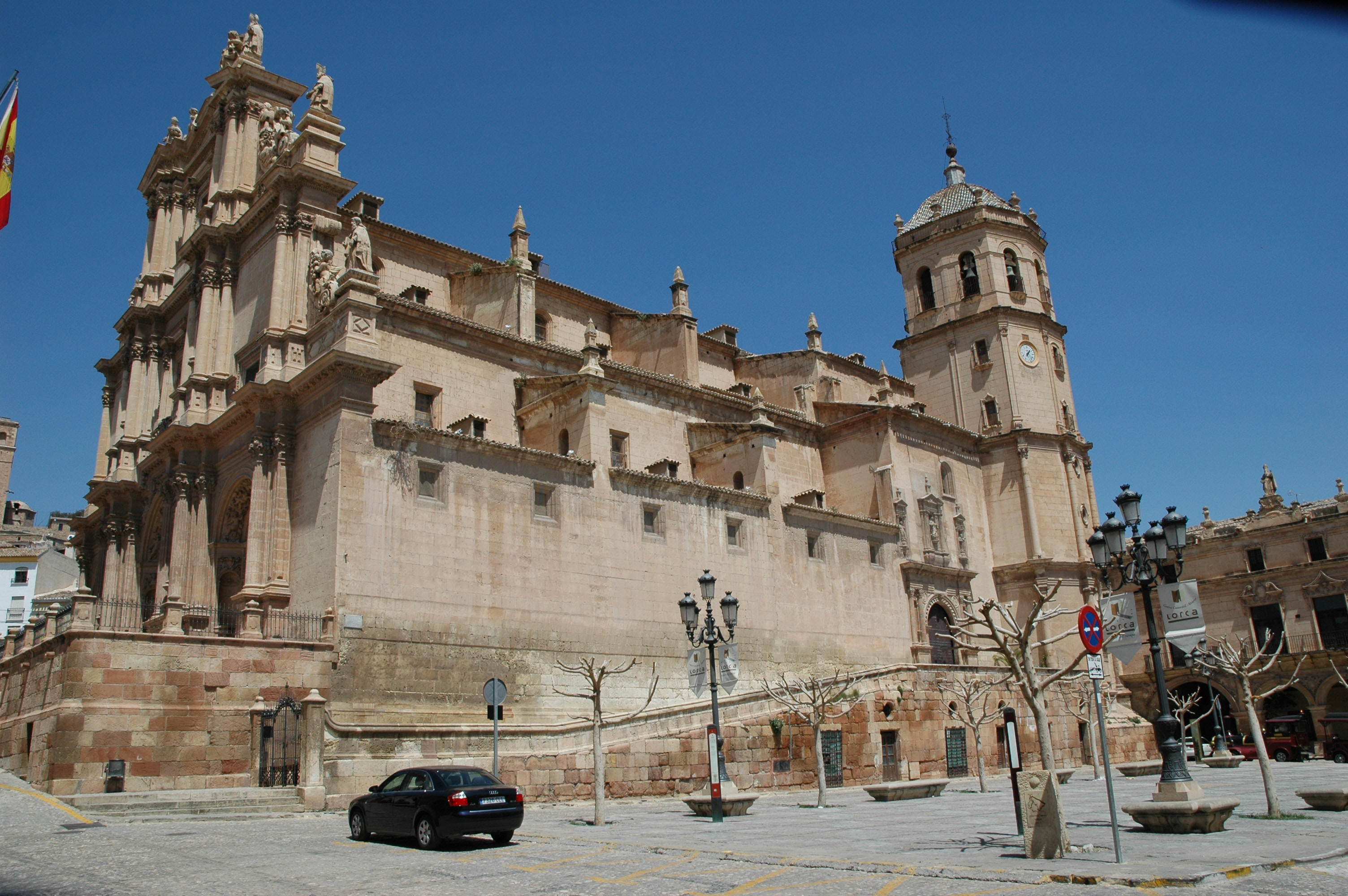
Vista de la Colegiata desde la plaza de España, antes de su última remodelación.

Está situada en el corazón mismo de la ciudad. De hecho en su subsuelo se han encontrado restos que prueban el poblamiento ininterrumpido en la ciudad desde la Edad del Bronce. Los restos más importantes corresponden con los restos de viviendas y talleres de un arrabal de época almohade, extramuros de la Lurqa islámica.
En el siglo XV la actual plaza de España quedaba situada extramuros de la ciudad de Lorca por lo que recibía el nombre de plaza de Afuera, mientras a intramuros y paralela a ella quedaba la plaza de Adentro. Será la remodelación urbana efectuada en la ciudad con la construcción de la Colegiata de San Patricio la que conforme la actual plaza.
La Colegiata provocaría la demolición de la antigua muralla en este sector de la cerca lorquina, y sus Salas Capitulares se abrirían al nuevo espacio urbano que se estaba conformando. El Concejo de Lorca decidía la construcción de una nueva sede (el actual Ayuntamiento) mientras continuaban las obras de San Patricio, una vez que la antigua sede del Concejo en la Puerta medieval de Gil de Ricla se mostraba insuficiente. En una esquina de la plaza se situaría también la Casa del Corregidor, representante de la autoridad del Rey en la ciudad.

### Remodelaciones

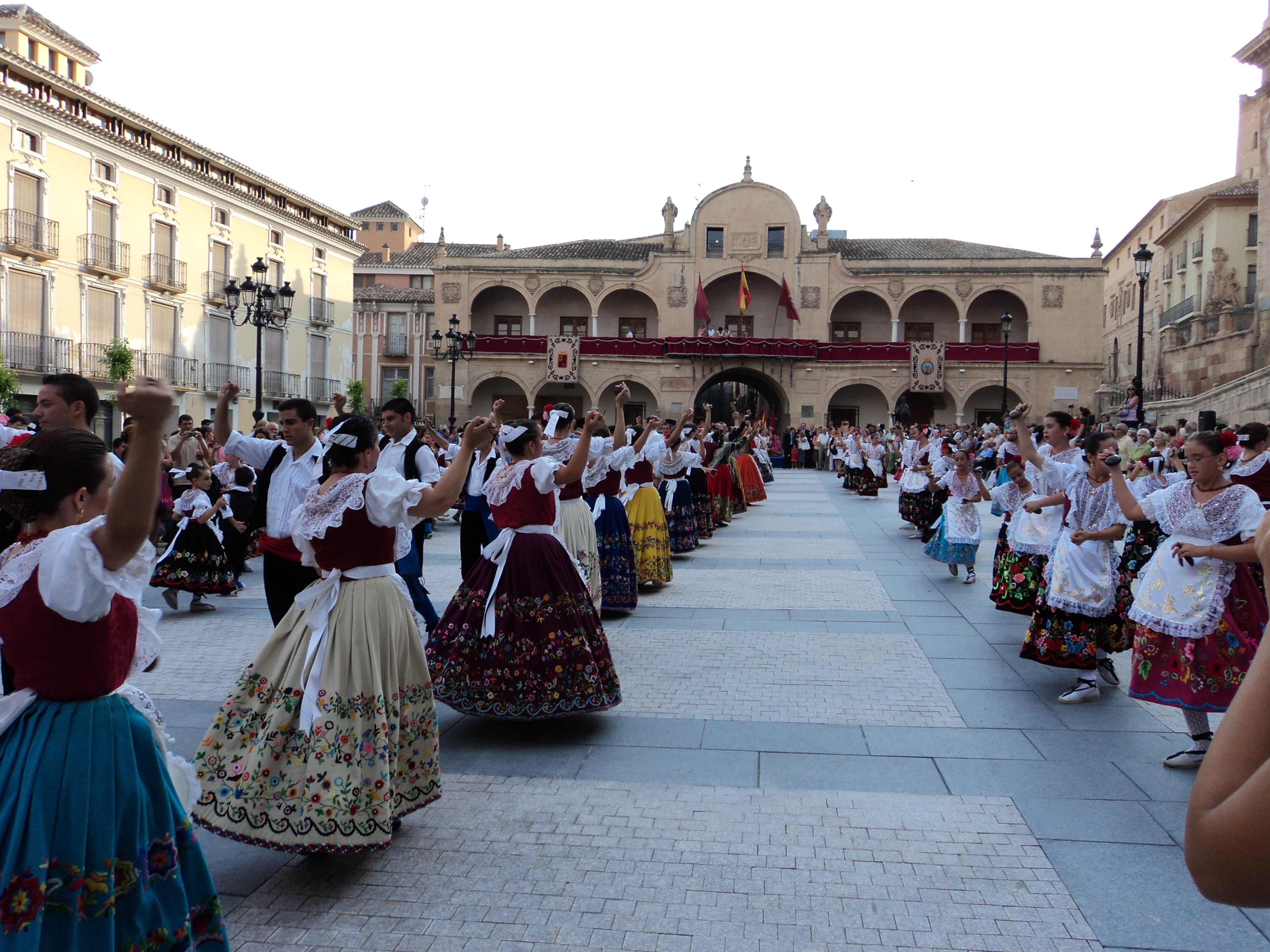
Inauguración de la última remodelación de la plaza, en 2010.

La plaza ha sufrido diversos cambios y remodelaciones a lo largo del tiempo. La configuración inmediatamente anterior a la actual fue llevada a cabo en el año 1971 cuando la Dirección General de Arquitectura realizó unas obras de ordenación de las plazas de España y del Caño. Ambas plazas se caracterizaban por su pavimento de guijarros, adoquines y piedras. La plaza tenía una doble alineación de arbolado contando en total con diez ejemplares.
Las últimas obras de reforma se realizaron en los años 2009 y 2010, y supusieron un cambio total del pavimento y mobiliario urbano, tanto en ésta como en las cercanas plazas del Caño y Cardenal Belluga. Los cambios más significativos fueron la reorganización del espacio peatonal suprimiendo el carril de circulación más próximo a la Colegiata y los aparcamientos de la zona, así como la eliminación del arbolado del lado de la Colegiata y la sustitución de los restantes. Las obras fueron financiadas por el Gobierno regional.